# فرانکو مرلی
فرانکو مرلی (ایتالیایی: Franco Merli؛ زادهٔ ۱۹۵۶) یک هنرپیشه اهل ایتالیا است.
از فیلم‌ها یا برنامه‌های تلویزیونی که وی در آن نقش داشته‌است می‌توان به داستان‌های عشقی هزار و یک شب، زشت، کثیف و بد و سالو یا ۱۲۰ روز در سودوم اشاره کرد.